# Celtic revival
Le Celtic Revival [ˈkɛltɪk ɹɪˈvaɪvəl] (litt. Renaissance celtique), également connu sous le nom d'Irish Literary Revival [ˈaɪɹɪʃ ˈlɪt(ə)ɹi ɹɪˈvaɪvəl] (litt. Renaissance littéraire irlandaise) est un mouvement littéraire lancé par Lady Gregory, Edward Martyn, John Millington Synge et William Butler Yeats en Irlande en 1896. Le Renouveau avait pour objet de revaloriser la littérature irlandaise traditionnelle et d'encourager la création de nouvelles œuvres s'inspirant de la culture du pays et se distinguant donc de celle de l'Angleterre.